# Скубишевский, Кшиштоф
Кшиштоф Ян Скубишевский (пол. Krzysztof Jan Skubiszewski; 8 октября 1926, Познань — 8 февраля 2010, Варшава) — польский политический и государственный деятель, юрист и учёный. Министр иностранных дел Польши в 1989—1993 годах.

## Биография

### Карьера учёного
Кшиштоф Ян Скубишевский родился 8 октября 1926 года в Познани. В 1949 году там же окончил Университет имени Адама Мицкевича. В 1957 году учился в Университете г. Нанси (Франция), в 1958 году продолжал обучение в Гарвардском университете (США). В 1961—1963 годах — доцент кафедры международного права в Университете имени Адама Мицкевича в Познани. В 1971 и 1979 годах преподавал в Женевском университете (Швейцария), в 1971—1972 годах — в Оксфордском университете (Великобритания). С 1973 года — профессор Института государства и права Польской академии наук в Варшаве. Доктор юридических наук, член-корреспондент Польской академии наук. С 1981 года — член комиссии правовых наук Польской академии наук, член общественного совета при примасе католической церкви в Польше. Был членом профсоюза «Солидарность». Автор трудов по вопросам государства и права.

### Во главе министерства иностранных дел. Смена ориентиров.
12 сентября 1989 года Кшиштоф Скубишевский был назначен министром иностранных дел в первом некоммунистическом правительстве Польши, возглавляемом Тадеушем Мазовецким. С изменением политического режима в Польше стала меняться её внешняя политика и на Скубишевского легла ответственность за переход к новым внешнеполитическим ориентирам. Временно сохраняя многолетние связи с СССР, и участвуя в деятельности Варшавского договора и Совета экономической взаимопомощи, Польша искала возможности экономического и политического союза с Западной Европой и США. Уже 24 октября 1989 года Скубишевский принимал в Варшаве министра иностранных дел СССР Эдуарда Шеварднадзе, а 26 октября — заседание комитета министров иностранных дел государств — участников Варшавского договора. Скубишевский потребовал от СССР выплатить компенсации лицам польского происхождения подвергшихся репрессиям во время правления И. В. Сталина и проживающих на октябрь 1989 года на территории Польши (по оценке тех лет — 200000-250000 поляков). 1 ноября Польша установила дипломатические отношения с Южной Кореей, после чего КНДР разорвала дипломатические отношения с Варшавой. 7 июня 1990 года Скубишевский вместе с Войцехом Ярузельским, Тадеушем Мазовецким и Флорианом Сивицким участвовал в совещании Политического консультативного комитета государств — участников Варшавского договора в Москве. После этого Польша прекратила своё участие в этой организации, а через год Варшавский договор распался и начался постепенный вывод советских войск из Польши. Польша также покинула Совет экономической взаимопомощи.

### Новая внешняя политика Польши
15 февраля 1991 года в Вишеграде на встрече Леха Валенсы, Вацлава Гавела (Чехословакия) и Йожефа Анталла (Венгрия) была подписана «Декларация о кооперации между Польской Республикой, Чехословацкой Федеративной Республикой и Венгерской Республикой на пути к Европейской интеграции». Таким образом, была создана региональная Вишеградская группа (после распада Чехословакии обозначается как «V4»), в которую вошли Венгрия, Польша и Чехословакия. В это же время укреплялись связи Польши с ведущими государствами Западной Европы. 9 апреля 1991 года был подписан Договор о дружбе и сотрудничестве между Польшей и Францией, а 17 июня 1991 года — Договор о добрососедстве и сотрудничестве между Польшей и объединённой Германией. В августе 1991 года в Веймаре (Германия) Скубишевский встретился с министрами иностранных дел Германии — Гансом Дитрихом Геншером и Франции — Роланом Дюма, после чего был создан так называемый «Веймарский треугольник» Германии, Польши и Франции. В ноябре 1991 года Польша была принята в Совет Европы. В том же 1991 году Польша начала участвовать в работе Центральноевропейской инициативы.

### Отношения с СССР и Россией
В период внутреннего кризиса в СССР Скубишевский сосредоточил деятельность министерства иностранных дел на сохранении отношений с союзным центром в Москве. Он ограничил связи с противостоящими руководству СССР лидерами России и союзных республик, предоставив их другим ветвям власти и политическим партиям Польши. При этом выражалась готовность к развитию отношений с союзными республиками, имевшими с Польшей общую границу. Предложение Скубишевского в 1990 году подписать документ об основах отношений с Белоруссией не принесло результатов. Только после того, как исход борьбы стал ясен МИД Польши начал активное установление отношений с новыми восточными соседями — Украиной, Белоруссией и странами Прибалтики. Их независимость была признана де-факто уже в августе 1991 года.
После распада СССР Польша начала формировать свои отношения с Россией. 22 мая 1992 года в Москве российский президент Борис Ельцин и президент Польши Лех Валенса подписали Договор между Российской Федерацией и Республикой Польша о дружественном и добрососедском сотрудничестве. 2 октября 1992 года в Варшаве с Россией был подписан межправительственный Договор о трансграничном сотрудничестве.

### На пути в единую Европу
В 1992 году Польша вступила в Совет государств Балтийского моря. В октябре того же года польский парламент ратифицировал Европейскую конвенцию о защите прав человека и основных свобод дав гражданам Польши возможность обращаться в Европейский трибунал по правам человека. 23 июня 1992 года в Варшаве был подписан Договор о добрососедстве и дружелюбном сотрудничестве между Республикой Беларусь и Республикой Польша. 3 ноября 1992 года была обнародована новая военная доктрина Польши, в которой говорилось, что Польша «не угрожает никакой стране и не имеет ни к кому территориальных претензий». Было объявлено о снятии обязательств по отношении к распущенному Варшавскому договору и о намерении добиваться вступления в НАТО. К этому времени польская армия была сокращена почти вдвое, и новая военная доктрина предполагала её отвод от западных границ страны.
В 1993 году по инициативе Вышеградской группы была создана Ассоциация свободной торговли стран Центральной Европы. В сентябре 1993 года последние российские войска покинули Польшу и страна получила все возможности для интеграции в объединённую Европу. Вывод российской армии стал последним крупным событием за время нахождения Скубишевского на посту министра иностранных дел.

### Отставка и новая роль в международных делах
Кшиштоф Скубишевский сохранял пост министра иностранных дел в правительствах Яна Кшиштофа Белецкого (с 4 января 1991 года), Яна Ольшевского (с 6 декабря 1991 года), Вальдемара Павляка (с 5 июня 1992 года) и Ханны Сухоцкой (с 10 июля 1992 года). 18 октября 1993 года кабинет Ханны Сухоцкой ушёл в отставку. 25 октября, после сформирования нового правительства, Кшиштоф Скубишевский покинул пост министра иностранных дел Польши.
C 4 декабря 1993 года Кшиштоф Скубишевский являлся одним из трёх арбитров Ирано-американского международного трибунала в Гааге (Нидерланды), а с 16 февраля 1994 года — его председателем.
Кшиштофа Скубишевского называли «отцом современной внешней политики Польши» и «аристократом в мире дипломатов».

### Последние годы
В 2002 году Кшиштоф Скубишевский стал членом Папской академии общественных наук и почётным доктором Университета кардинала Стефана Вышинского в Варшаве  Он продолжил свою деятельность в качестве председателя Ирано-американского трибунала.
Кшиштоф Скубишевский скончался утром 8 февраля 2010 года в Варшаве в возрасте 83 лет. О причинах его смерти сообщать не стали. Его похоронили 18 февраля 2010 года в Пантеоне при храме Божественного Провидения в Варшаве, где похоронены великие поляки. Отпевание, которое вёл митрополит Варшавский архиепископ Казимеж Ныч, прошло в храме Святого Иоанна Крестителя. В нём участвовали примас Польши кардинал Юзеф Глемп, апостольский нунций Юзеф Ковальчик и другие иерархи католической церкви. На прощальной церемонии министр Станислав Стасяк зачитал письмо президента страны Леха Качиньского, а от имени премьер-министра Дональда Туска выступил министр Владислав Бартошевский. Присутствовали маршал сейма Бронислав Коморовский и бывший премьер-министр Тадеуш Мазовецкий.
Кшиштоф Скубишевский был погребён в Пантеоне великих поляков строящегося Храма Провидения Божия в Варшаве рядом с могилами Яна Твардовского и Здзислава Пешковского.

## Награды
- Орден Белого орла (1999 год).
- Почётный знак МИД Польши «Bene Merito» (2009 год)[14]